# Hachiwari
Ein Hachiwari (jap. 鉢割, dt. „Schüssel-/Schädelspalter“), fälschlich auch Hachiwara, war im mittelalterlichen Japan eine von den Samurai getragene seltene Beiwaffe, die zum Parieren genutzt werden konnte. Die Samurai der frühen Periode (vor 1600) trugen neben dem Langschwert Tachi standesgemäß eine Kurzwaffe, ein Tantō. Später war die Kombination Katana und Wakizashi. Es gibt überlieferte Hinweise, dass vereinzelt anstelle dieser Beiwaffe auch Hachiwari geführt wurden.

## Beschreibung
Der Klingenquerschnitt war vierkantig und mit einem Haken kurz unterhalb des Hefts aus der Klinge ausgeschmiedet. Die Klinge war konkav gebogen und wurde zum Ort hin schmaler. Dieser ist spitz oder leicht abgerundet gestaltet. Das Heft hat meist ein kleines rundes oder ovales Parier-Element. Das Heft besteht aus Holz, das mit japanischem Lack (Urushi) oder mit gewebtem Seidenband (Tsuka-ito) umwickelt ist. Es ist leicht abgebogen oder gerade und mit einem abgerundeten oder flachen Knauf versehen. Es gibt auch Ganzmetallausführungen. Die Scheiden bestehen in der Regel aus Holz, das mit Lack überzogen oder auch mit Rattan- oder Bambusstreifen umwickelt ist.
In Museen ausgestellte Hachiwari haben eine Klingenlänge von etwa einem Shaku (etwa 30,3 cm), also ähnlich lang wie ein Tantō. Die Montierungen mit Griff und Saya entsprechen äußerlich oft einem Shoto oder Tantō. Aufgrund der klimatischen Bedingungen waren bei japanischen Waffen Griff und Saya zum Korrosionsschutz der Klinge "auf Pass" gefertigt, da der Stahl nicht rostfrei war.
Der Hachiwari diente als Parierwaffe. Mit der Klinge war es möglich, die gegnerische Waffe abzufangen, sie mit dem Haken festzuhalten und zu zerbrechen. Entsprechende Beiwaffen sind aus dem europäischen Bereich bekannt als Linkshanddolch oder Degenbrecher. Mit unterschiedlicher Form, abspreizbaren Klingen oder sägeblattförmiger Rückseite konnte ein Rapier oder Degen "abgefangen" und durch eine Drehbewegung blockiert werden, um sich im Gefecht einen Vorteil zu schaffen.
Die Übersetzung "Helmbrecher" dürfte irreführend sein, da es eines immensen Kraftaufwands bedurft hätte, einen Kabuto (Helm) des Yoroi (jap. Rüstung) aufzubrechen oder gar aufzuschlagen. Die Verwendung wäre außerdem sinnlos, da die japanischen Kabuto kein geschlossenes Visier besitzen.